# Get Low (Zedd-Lied)
Get Low (englisch „sinken“ oder „tiefer gehen“) ist ein Lied des deutsch-russischen DJs Zedd in Kooperation mit dem britischen Popsänger Liam Payne. Das Stück erschien auf Zedds Kompilation Stay + sowie als zweite Singleauskopplung aus Paynes Debütalbum LP1.

## Entstehung und Artwork
Geschrieben wurde das Lied gemeinsam von Charles Hinshaw, Fabienne Holloway, Tristan Landymore und Anton Zaslavski (Zedd). Letzterer produzierte die Single auch. Das Lied wurde unter dem Musiklabel Interscope Records veröffentlicht und durch die Almo-Music Corporation, Copyright Control Shares, Universal Music Publishing und Zedd Music Empire vertrieben. Auf dem Cover der Maxi-Single ist – neben Künstlernamen und Liedtitel – ein Bild mit einem See und roten Palmen, vor einem beigen Hintergrund, zu sehen.

## Veröffentlichung und Promotion
Die Erstveröffentlichung von Get Low erfolgte als Einzeldownload am 6. Juli 2017. Um das Lied zu bewerben folgte unter anderem ein gemeinsamer Auftritt beider Interpreten in der US-amerikanischen Nachrichtensendung Good Morning America.

## Hintergrund
In einem Interview mit Beats 1 beschrieb Zedd das Lied mit folgenden Worten: „Ich denke es ist eine gute Balance zwischen Liams neuen Solo-Sound und dem, wo ich mit meiner eigenen Musik hin will. Es ist genau in der Mitte. Es ist wohl der urbanste Song, den ich je gemacht habe, und er ist so ein Ohrwurm, dass ihr ihn nach einer Weile hassen werdet, weil er nicht mehr aus dem Kopf geht.“ Des Weiteren beschrieb er Get Low als seine Definition von einem „Sommer-Hit“ mit einem von Drake beeinflussten Klang („Drake-ish influenced sound“).
Während eines Interviews mit Matthew Meadow von Your EDM beschrieb Zedd die Zusammenarbeit mit Payne ähnlich der mit Alessia Cara, aus der die vorangegangene Single Stay entstand. Ohne Payne hätte er Get Low möglicherweise nie fertiggestellt. Payne zog das Stück mit seinem Soul in der Stimme in eine Richtung, die Zedd nie geschafft hätte und er liebte das Ergebnis.

## Inhalt
Der Liedtext zu Get Low ist in englischer Sprache verfasst; ins Deutsche übersetzt bedeutet der Titel etwa „tiefer gehen“. Die Musik und der Text wurden gemeinsam von Charles Hinshaw, Fabienne Holloway, Tristan Landymore und Anton Zaslavski (Zedd) verfasst. Musikalisch bewegt sich das Lied im Bereich der House- und Popmusik. Das Rolling Stone kategorisierte das Lied als Tropical House. Aufgebaut ist das Lied auf drei Strophen, einer auf die Strophen folgenden Bridge sowie einem Refrain. Das Tempo beträgt 108 Beats per minute. Der Gesang des Liedes stammt eigens von Payne, Zedd wirkt lediglich als DJ. Inhaltlich befasst sich das Lied mit einem Flirt-Szenario.
| “Get low, get low – Hands on your waist, let’s go. Get low, get low – Girl, you got the vibe, I’m up for the climb. Get low, get low – Hands on your waist, let’s go. Get low, get low – Girl, you got the vibe, I’m up for the climb.” – Refrain, Originalauszug | „Geh tiefer, geh tiefer – Hände auf deiner Hüfte, lass uns loslegen. Geh tiefer, geh tiefer – Mädchen, du hast die Ausstrahlung, ich bin bereit für den Aufstieg. Geh tiefer, geh tiefer – Hände auf deiner Hüfte, lass uns loslegen. Geh tiefer, geh tiefer – Mädchen, du hast die Ausstrahlung, ich bin bereit für den Aufstieg.“ – Refrain, Übersetzung |

## Musikvideo

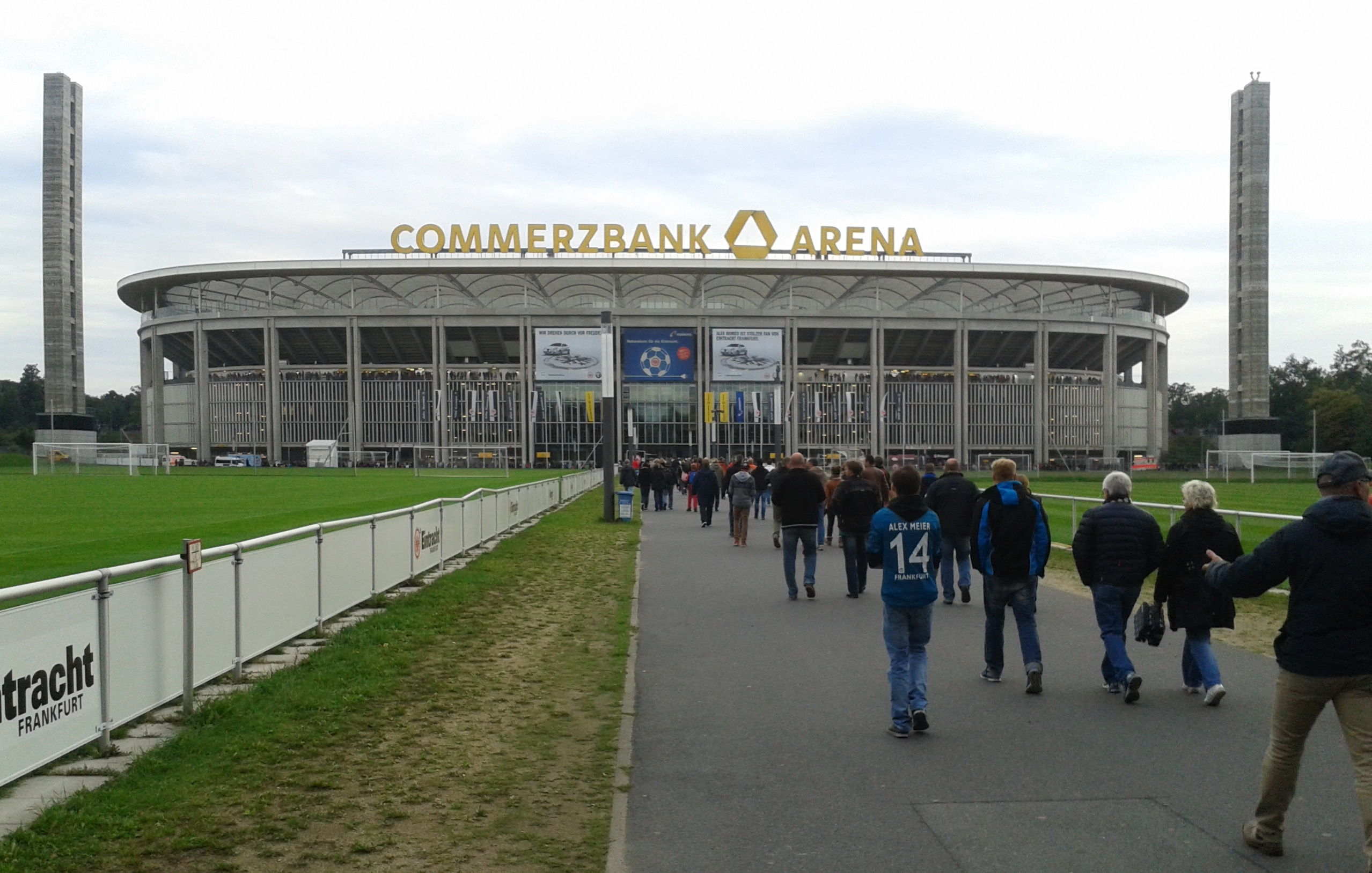
Commerzbank-Arena. Zedd spielte beim BigCityBeats World Club Dome, was im Video zu sehen ist.

Das Musikvideo zu Get Low feierte am 20. Juli 2017 auf der Videoplattform YouTube seine Premiere. Zu sehen ist der Touralltag Zedds, mit Liveauftritten von verschiedenen Festivals sowie Zedds Freizeitgestaltung zwischen den Auftritten. Unter anderem sind Aufnahmen aus Baltimore (Vereinigte Staaten), der Commerzbank-Arena in Frankfurt am Main (Deutschland) oder Tokio (Japan) zu sehen. Payne tritt lediglich in einer kurzen Szene zu Beginn, bei dem er zusammen mit Zedd ein Fotoshooting abhält, in Erscheinung. Die Gesamtlänge des Videos beträgt rund 3:25 Minuten. Regie führte der aus Koblenz stammende Regisseur Kevin Bressler. Bis Februar 2025 zählte das Musikvideos über 10,9 Millionen Aufrufe bei YouTube.

## Mitwirkende
| Liedproduktion - Charles Hinshaw: Komponist, Liedtexter - Fabienne Holloway: Komponist, Liedtexter - Tristan Landymore: Komponist, Liedtexter - Liam Payne: Gesang - Anton Zaslavski (Zedd): DJ, Komponist, Liedtexter, Musikproduzent Artwork - Kevin Bressler: Regisseur (Musikvideo) | Unternehmen - Almo-Music Corporation: Vertrieb - Copyright Control Shares: Vertrieb - Interscope Records: Musiklabel - Universal Music Publishing: Vertrieb - Zedd Music Empire: Vertrieb |

## Rezensionen
- Sandie Bell vom Billboard ist der Meinung, dass das Lied aufgrund seines „House-Bass“ und seiner „fantastischen Produktion“ jemanden auf einen Trip ins Paradies mitnehme. Das Lied fühle sich durch Paynes „reifen“ Auftritt und des „heißblütigen“ Liedtextes wie ein Soundtrack für ein Sommerwochenende an.[10]

- Jon Blistein vom Rolling Stone beschrieb Get Low als „heißblütig und bissig“.[8]

- Erin Jensen von USA Today bemängelte das Fehlen der inhaltlichen Tiefe, dennoch empfindet er das Lied als eine „eingängige Sommerhymne“ mit „sehr tanzbaren Klängen“. Es sei ein „perfekter Soundtrack für einen Tag am Schwimmbecken oder einem Abend im Club“.[11]

- Mike Neid vom US-amerikanischen Blog Idolator wünschte sich einen „stärkeren Bass“.[12]

- Joe Anderton vom Digital Spy ist der Meinung, dass die „Tropical-Pop-Stimmung“ nicht „revolutionär“ sei.[13]

## Kommerzieller Erfolg

### Chartplatzierungen
Get Low erreichte in Deutschland Position 75 der Singlecharts und konnte sich insgesamt eine Woche in den Charts halten. Die Single konnte sich mehrere Tage in den Tagesauswertungen der deutschen iTunes-Charts platzieren und erreichte mit Position 23 den höchsten Rang am 7. Juli 2017. In Österreich und der Schweiz erreichte die Single Position 54, im Vereinigten Königreich Position 26 und in den Vereinigten Staaten Position 91 der Billboard Hot 100.
Für Payne ist es nach seiner Karriere mit One Direction jeweils der zweite Charterfolg, in allen aufgeführten Ländern, als Solo-Künstler. Für Zedd als Interpreten ist Get Low der neunte Charterfolg in den Vereinigten Staaten, sowie der achte in Deutschland und dem Vereinigten Königreich, der siebte in Österreich und der sechste in der Schweiz. Als Autor ist dies bereits sein zehnter Charterfolg in den Vereinigten Staaten, sowie sein neunter im Vereinigten Königreich, der achte in Deutschland, der siebte in Österreich und der sechste in der Schweiz. Als Musikproduzent ist Stay bereits sein elfter Charterfolg in den Vereinigten Staaten, sowie der neunte in Deutschland und dem Vereinigten Königreich, der achte in Österreich und der siebte in der Schweiz.
| ChartsChartplatzierungen       | Höchstplatzierung | Wochen |
| ------------------------------ | ----------------- | ------ |
| Deutschland (GfK)              | 75 (1 Wo.)        | 1      |
| Österreich (Ö3)                | 54 (1 Wo.)        | 1      |
| Schweiz (IFPI)                 | 54 (2 Wo.)        | 2      |
| Vereinigte Staaten (Billboard) | 91 (1 Wo.)        | 1      |
| Vereinigtes Königreich (OCC)   | 26 (10 Wo.)       | 10     |

### Auszeichnungen für Musikverkäufe
Im Juni 2019, fast zwei Jahre nach der Erstveröffentlichung, wurde Get Low in den Vereinigten Staaten mit einer Goldenen Schallplatte ausgezeichnet. Nachdem die Single im Oktober 2017 Goldstatus erreichte, erhielten die beiden Musiker 2019 Platin in Kanada und den Philippinen. Bereits 2018 erfolgte die Verleihung einer Silbernen Schallplatte im Vereinigten Königreich sowie die Verleihung einer Goldenen Schallplatte in Mexiko. Für Zedd ist dies das zwölfte Werk als Interpret, das mindestens Goldstatus in den Vereinigten Staaten erlangte. Für Payne ist es nach Strip That Down die zweite Single die mindestens Goldstatus in den Vereinigten Staaten erlangte. Den Schallplattenauszeichnungen zufolge verkaufte sich die Single über 930.000 Mal.

| Land/Region                  | Auszeichnungen für Musikverkäufe (Land/Region, Auszeichnung, Verkäufe) | Verkäufe |
| ---------------------------- | ---------------------------------------------------------------------- | -------- |
| Australien (ARIA)            | Platin                                                                 | 70.000   |
| Brasilien (PMB)              | Gold                                                                   | 20.000   |
| Kanada (MC)                  | Platin                                                                 | 80.000   |
| Mexiko (AMPROFON)            | Gold                                                                   | 30.000   |
| Neuseeland (RMNZ)            | Gold                                                                   | 15.000   |
| Philippinen (PARI)           | Platin                                                                 | 15.000   |
| Vereinigte Staaten (RIAA)    | Gold                                                                   | 500.000  |
| Vereinigtes Königreich (BPI) | Silber                                                                 | 200.000  |
| Insgesamt                    | 1× Silber · 4× Gold · 3× Platin ·                                      | 930.000  |

Hauptartikel: Zedd/Auszeichnungen für Musikverkäufe